# 拉瓦納鎮區 (密蘇里州默瑟縣)
拉瓦納鎮區（英語：Ravanna Township）是位於美國密蘇里州默瑟縣的一個行政鎮區。

## 地方資料
拉瓦納鎮區的面積為148.90平方千米，當中陸地面積為148.67平方千米，而水域面積為0.23平方千米。根據2020年美國人口普查的數據，當地共有人口196人，而人口密度為每平方千米1.32人。